# Elampus
Elampus (лат.) — род ос-блестянок.

## Распространение
Всесветно, кроме Австралии и Ориентальной области. В Палеарктике более 40 видов. В Европе около 10 видов.
Наибольшее разнообразие наблюдается в Палеарктике и Неарктике. 

## Описание
Мелкие осы-блестянки (около 4 мм). Скапальная впадина плоская или неглубоко вогнутая с ушковидными поперечными буграми или морщинками. Мезоплеврон с омаулусом и скробальным килем, образующим острый вентральный угол. Метанотум мукронатный. Апикомедианная часть III тергума с рылоподобной структурой, или иногда с парой отростков. Передние бёдра с вентральным килем и часто суббазально изогнуты у самки. Передние крылья с медиальной жилкой, сильно изогнутой.
Этот род легко отличить от других Elampini в Южной Америке по следующей комбинации уникальных признаков: дистальный край T3 выступает медиально, образуя отросток, похожий на рыло; профемур самки вентрально килеватый; метанотум выступающий, образуя склерит, похожий на мукронат; и гена самки обычно с рядом прямых, ровных волосков.
Лицевое углубление почти плоское. Паразитируют на песочных осах семейства Crabronidae.
Некоторые неарктические и палеарктические виды являются клептопаразитами наземногнездящихся Crabronidae. Неотропические виды не имеют хозяев.

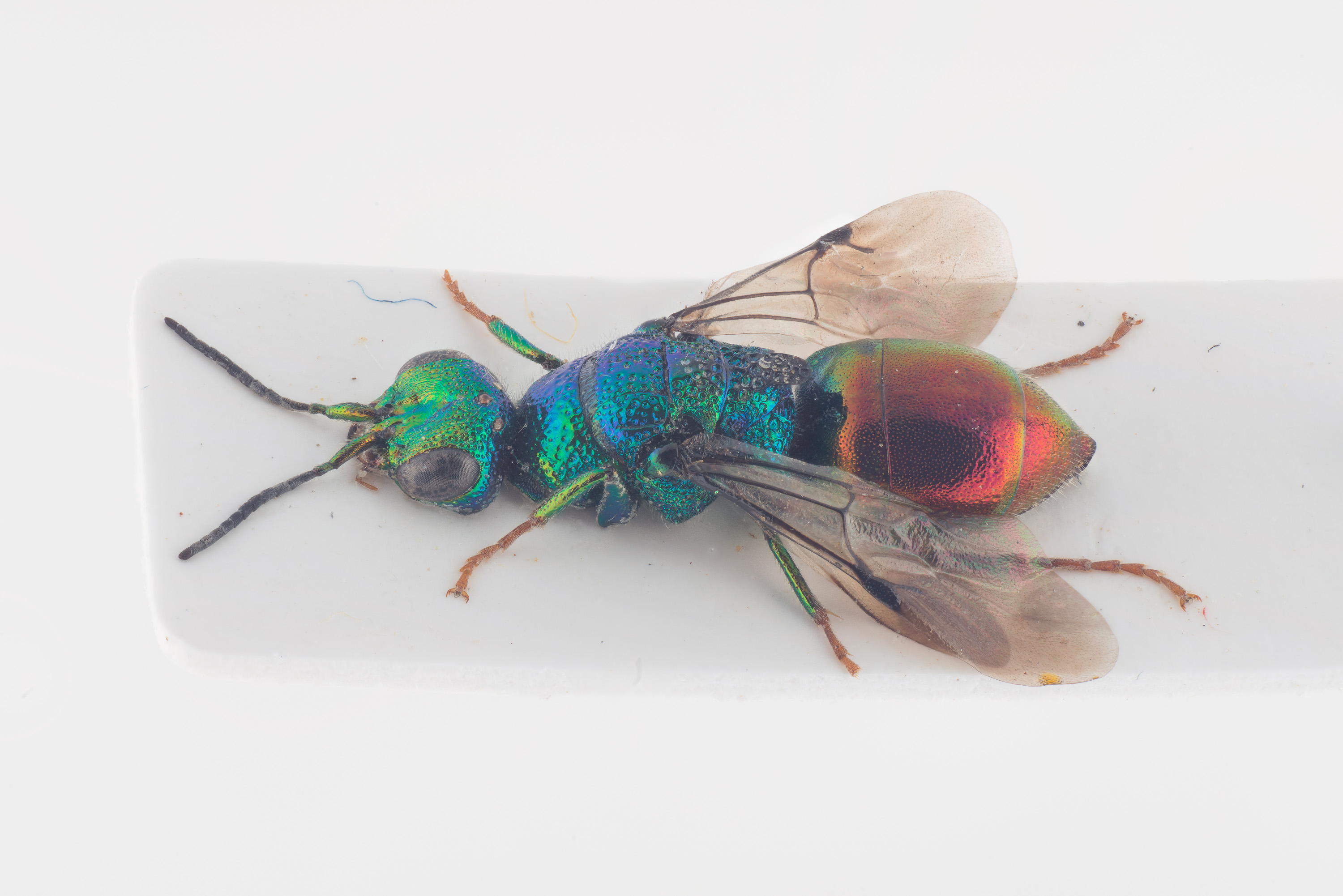
Elampus foveatus
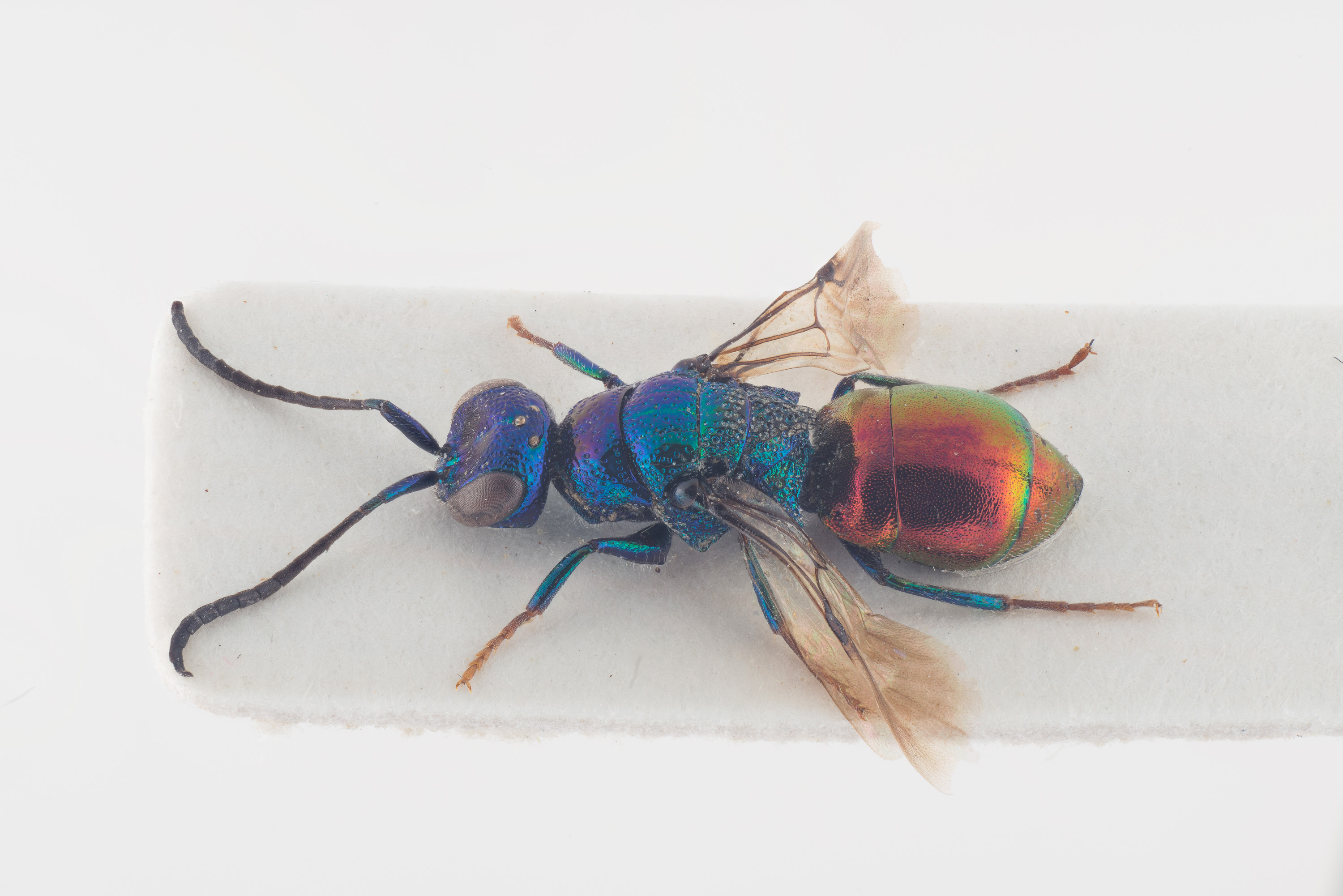
Elampus constrictus

## Систематика
Более 60 видов (триба Elampini).
- Elampus aequinoctialis Ducke, 1901
- Elampus albipennis (Mocsáry, 1889)
- Elampus ambiguus Dahlbom, 1854
- Elampus assamensis (Mocsary, 1911)
- Elampus bidens (Förster, 1853)
- Elampus bidentatus Eversmann, 1857
- Elampus bischoffi Kimsey, 1991
- Elampus coeruleus Dahlbom, 1854
- Elampus coloratus Rosa, 2017
- Elampus constrictus (Förster, 1853)
- Elampus femoralis Eversmann, 1857
- Elampus foveatus Mocsáry, 1914
- Elampus gayi Spinola, 1851
- Elampus gladiator Rosa, 2021
- Elampus kashmirensis (Nurse, 1902)
- Elampus konowi (Du Buysson, 1892)
- Elampus macuxi Lucena, 2016[5]
- Elampus marginatus
- Elampus mocsaryi Radoszkowski, 1887
- Elampus montanus Mocsary, 1890
- Elampus musashinus (Tsuneki)
- Elampus panzeri (Fabricius, 1804) typus
- Elampus pulchricollis Ducke, 1911
- Elampus pyrosomus (Förster, 1853)
- Elampus rufirostris Linsenmaier, 1999
- Elampus sanzii Gogorza, 1887
- Elampus schmidtianus (Semenov-Tian-Shanskij, 1967) Spinola, 1806
- Elampus spina (Lepeletier, 1806)
  - Elampus spina Dahlbom, 1854
- Ellampus schulthessi subauratus  Mocsáry, 1890 (= E. conifer  Semenov-Tian-Shanskij, 1932)[6]
- Elampus spinifemoris Moczar, 1967
- Elampus yasumatsui (Tsuneki, 1948) Spinola, 1806
- другие